# Estació de Ca n'Oliveres
Ca n'Oliveres és una estació de les línies T1, T2 i T3 de la xarxa del Trambaix situada sobre el carrer Laureà Miró, al barri de Can Vidalet d'Esplugues de Llobregat. Es va inaugurar el 3 d'abril de 2004 amb l'obertura del Trambaix, inicialment entre Francesc Macià i Sant Martí de l'Erm.
L'estació es troba entre el Parc de Can Vidalet i el centre comercial Finestrelles construït el 2019 just davant de la parada de tramvia.
| Trambaix               |           |                             |           |                        |
| Procedència/Destinació | <         | Línia                       | >         | Procedència/Destinació |
| Francesc Macià         | Can Rigal |                             | Can Clota | Bon Viatge             |
| Francesc Macià         | Can Rigal | Llevant - les Planes        | Can Clota |                        |
| Francesc Macià         | Can Rigal | Sant Feliu-Consell Comarcal | Can Clota |                        |